# Iński Nurt
Iński Nurt – kanał wodny w Dolinie Dolnej Odry, w woj. zachodniopomorskim, łączący Odrę z jeziorem Dąbie, o długości 0,8 km.
Iński Nurt wraz z kanałem Babiną stanowią główne ujście wód do Odry z Dąbia, do którego uchodzą wody Odry Wschodniej poprzez Regalicę.
Północny brzeg kanału stanowi granicę administracyjną Szczecina. Nad północnym brzegiem znajduje się Inoujście. Południowy brzeg Ińskiego Nurtu stanowi Mewia Wyspa.
Prostopadle przez kanał przebiega granica między śródlądowymi wodami powierzchniowymi a morskimi wodami wewnętrznymi. Iński Nurt stanowi krótki odcinek mający status śródlądowej drogi wodnej klasy Ia.
Nazwę Iński Nurt wprowadzono urzędowo w 1949 roku, zastępując poprzednią niemiecką nazwę Kamel Strom.